# レジー・マッケンジー (ラインバッカー)
レジー・マッケンジー（Reggie McKenzie 1963年2月8日- ）はテネシー州ノックスビル出身の元アメリカンフットボール選手。現在マイアミ・ドルフィンズのエクゼクティブ。現役時代のポジションはラインバッカー。

## 経歴
1985年のNFLドラフト10巡でロサンゼルス・レイダースに指名されて入団、1988年まで4年間所属、1989年、1990年にはフェニックス・カージナルスに所属、1992年にはサンフランシスコ・フォーティナイナーズでプレーした。1992年にはワールドリーグのモントリオール・マシーンでもプレーした。
1994年よりグリーンベイ・パッカーズのフロントに入った。2009年5月3日、ウィスコンシン州グリーンベイの公園に停車させた車から第31回スーパーボウル優勝時のスーパーボウルリングも入れていたブリーフケースを盗まれた。
2011年もパッカーズでディレクターを務めていたが、2012年よりオークランド・レイダースのゼネラルマネージャーに就任することとなった。GM就任後、ヒュー・ジャクソンヘッドコーチを解任、デンバー・ブロンコスのディフェンスコーディネーターを務めていたデニス・アレンを新ヘッドコーチとして招いた。故アル・デービスオーナーが好んだスピード重視の方針を変え、足が速いだけの選手は必要ないと述べた。
2013年、シアトル・シーホークスからトレードでマット・フリンを獲得した。
2018年12月10日、レイダースから解雇された。
2019年2月16日、マイアミ・ドルフィンズのシニアパーソナルエクゼクティブに就任した。
双子のローリー・マッケンジーもNFL選手でワシントン・レッドスキンズで第22回スーパーボウル、第26回スーパーボウル優勝を経験,
1999年、2000年にはレジーのいる、グリーンベイ・パッカーズでプレーした。